# Bim Sherman
Bim Sherman, pseudonimo di Jarrett Lloyd Tomlinson Vincent (Westmoreland, 2 febbraio 1950 – Londra, 17 novembre 2000), è stato un cantante e musicista giamaicano.
Cresciuto con il reggae ha aggiunto con il tempo al suo stile altre influenze musicali soprattutto dall'India. Dotato di una voce eterea, è considerato dai critici una tra le voci più pura che il reggae abbia prodotto.

## Biografia
La sua carriera inizia nella metà degli anni 70 in Giamaica con il singolo One Hundred Years in Babylon, seguito da altri pubblicati tramite la sua etichetta: la Scorpio and Red Sea. La sua fama crebbe tanto da spingere l'etichetta inglese Tribesman Records alla pubblicazione di una raccolta. all'inizio degli anni ottanta si è trasferito a Londra dove ha collaborato con la On-U Sound di Adrian Sherwood. Ha fatto parte di alcuni collettivi pubblicati dall'etichetta: The New Age Steppers a fianco di Ari Up, Singers & Players a fianco di Prince Far I, i Dub Syndicate e i Justice League of Zion.
Dopo la pubblicazione dell'album Across the Red Sea che ebbe un buon successo decise di formare un'altra propria etichetta, la Century.
Nella metà degli anni '90 si sposta in India a Bombay dove registra con un'orchestra classica locale e la collaborazione di Talvin Singh quello che si può considerare il suo capolavoro: l'album acustico Miracle pubblicato nel 1996  e che sarà in seguito remixato con il titolo It Must Be a Dream da alcuni famosi DJ britannici.
L'album successivo What Happened è influenzato maggiormente dalla musica indiana.
Nel 2000 a Sherman fu scoperto un male incurabile che lo portò alla morte in poche settimane. Il giornale The Times gli dedicò un necrologio, cosa inusuale per un cantante reggae underground.

## Discografia

### Album
- 1978 - Love Forever
- 1979 - Lovers Leap Showcase
- 1979 - In A Rub-A-Dub Style (con Horace Andy e U. Black)
- 1982 - Across the Red Sea
- 1984 - Danger
- 1986 - Haunting Ground (con Roots Radics, Dub Syndicate & The Voluntary)
- 1988 - Ghetto Dub
- 1989 - Exploitation
- 1990 - Too Hot
- 1991 - Got to Move Pt. 2
- 1992 - Crazy World
- 1993 - Lion Heart Dub
- 1993 - Reality
- 1996 - Miracle
- 1997 - It Must Be a Dream
- 1998 - What Happened

### Raccolte/live
- 1992 - Crucial Cuts Vol. 2
- 1994 - Crucial Cuts Vol. 1
- 1999 - Love Forever: The Classic Jamaican Recordings
- 1999 - Taken Off
- 2007 - The Need to Live
- 2007 - Tribulation: Down in Jamdown 1974 to 1979